# Lufeng (Chuxiong)
Lufeng léase Lu-Féng (en chino:禄丰县, pinyin:Lùfēng xiàn) es un condado bajo la administración directa de la prefectura autónoma de Chuxiong. Se ubica al norte de la provincia de Yunnan, sur de la República Popular China. Su área es de 3631 km² y su población total para 2010 fue +400 mil habitantes.

## Administración
El condado Lufeng se divide en 14 pueblos que se administran en 11 poblados y 3 villas. 